# فرانسوا سابوريك
فرانسوا سابوريك هو مبارز بالسيف فرنسي، مثّل بلاده في الألعاب الأولمبية الصيفية 1900.

## روابط خارجية
فرانسوا سابوريك على موقع أوليمبيديا (الإنجليزية)